# کلیتوریس
کلیتوریس (به لاتین: clitoris) چوچوله، چوچول یا فنج، بخشی از اندام جنسی زنانه است که در پستانداران، شترمرغ‌ها و تعداد محدودی از دیگر حیوانات وجود دارد. کلیتوریس دارای رگ‌های خونی و اعصاب فراوان است. در انسان، بخش دکمه‌مانند و قابل رؤیت آن نزدیک اتصال لب‌های کوچک به هم، در بالای خروجی میزراه و مهبل قرار دارد.
نقش کلیتوریس صرفاً در برانگیختگی جنسی و رسیدن به اوج لذت جنسی است و کانال زایمان یا میزراه (مجرای دفع ادرار) در کلیتوریس قرار ندارد (برخلاف آلت مردی که از نظر هم‌ساخت‌شناسی (هومولوژی) متشابه کلیتوریس است). تنها مورد استثناییِ یافت‌شده، کفتار خال‌دار است که در کلیتوریس مادهٔ این حیوان، ادرار کردن و زایمان نیز از طریق کلیتوریس انجام می‌شود. کلیتوریس حساس‌ترین ناحیهٔ شهوانی و منشأ اصلی تمایل جنسی در جنس مونث است.

## ساختار

### رشد

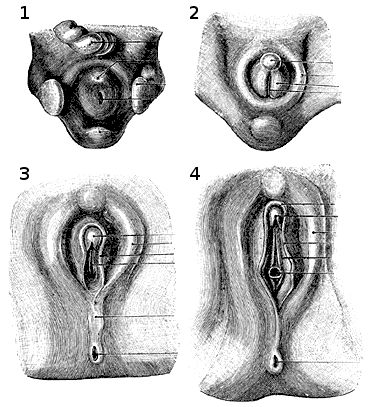
مراحل رشد کلیتور

در پستانداران، تمایز جنسی توسط اسپرمی که حامل کروموزوم X یا Y (نر) است تعیین می‌شود. کروموزوم Y حاوی یک ژن تعیین‌کننده جنسیت (SRY) است که یک فاکتور رونویسی برای پروتئین TDF (عامل تعیین‌کننده بیضه) را رمزگذاری می‌کند و باعث ایجاد تستوسترون و هورمون ضد مولر برای رشد جنین به یک نر می‌شود. این تمایز حدود هشت یا نه هفته پس از بارداری آغاز می‌شود. برخی منابع بیان می‌کنند که تا هفته دوازدهم ادامه دارد، در حالی که برخی دیگر اظهار می‌دارند که این امر تا هفته سیزدهم کاملاً مشهود است و اندام‌های جنسی تا هفته شانزدهم کاملاً تکامل یافته‌اند.
کلیتوریس از رشد فالوس در رویان ایجاد می‌شود که به آن دندان تناسلی گفته می‌شود. در ابتدا بدون تمایز، سل به دو دسته کلیتوریس تبدیل می‌شود. یا آلت تناسلی مرد در طی توسعه سیستم تولید مثلبستگی به قرار گرفتن در معرض آندروژن دارد (که در درجه اول هورمون‌های مردانه هستند). کلیتوریس از همان بافت‌هایی تشکیل می‌شود که به گلچه و شافت آلت تناسلی بدل می‌شوند، و این منشأ جنینی مشترک باعث می‌شود که این دو عضو همولوگ باشند (نسخه‌های مختلف یک ساختار).
در صورت قرار گرفتن در معرض تستوسترون، غده تناسلی کشیده می‌شود و عضو جنسی نر (کیر) ایجاد می‌کند. با هم آمیختگی چین‌های دستگاه ادراری - ساختارهای دوکی شکل دراز که به تشکیل شیار مجرای ادرار در قسمت شکم غده تناسلی کمک می‌کند - سینوس ادراری به‌طور کامل بسته می‌شود و مجرای ادراری اسفنجی را تشکیل می‌دهد و برجستگی لابوسکروتال با به هم پیوستن بیضه را تشکیل می‌دهند. در غیاب تستوسترون، غده تناسلی امکان تشکیل کلیتوریس را فراهم می‌کند. رشد سریع فالوس به تدریج آهسته شده و کلیتوریس تشکیل می‌شود. سینوس ادراری تناسلی همچنان که دهلیز واژن وجود دارد، دو چین و چروک دستگاه ادراری تناسلی لابیا را ایجاد می‌کند و تورم‌های لابوسکروتال بزرگتر شده و لابیا ماژور را تشکیل می‌دهد و دستگاه تناسلی زن را کامل می‌کند. یک بیماری نادر که می‌تواند از قرار گرفتن در معرض آندروژن بالاتر از حد متوسط ایجاد شود، کلیتورومگالی است.

### کالبدشناسی و بافت‌شناسی

#### عمومی

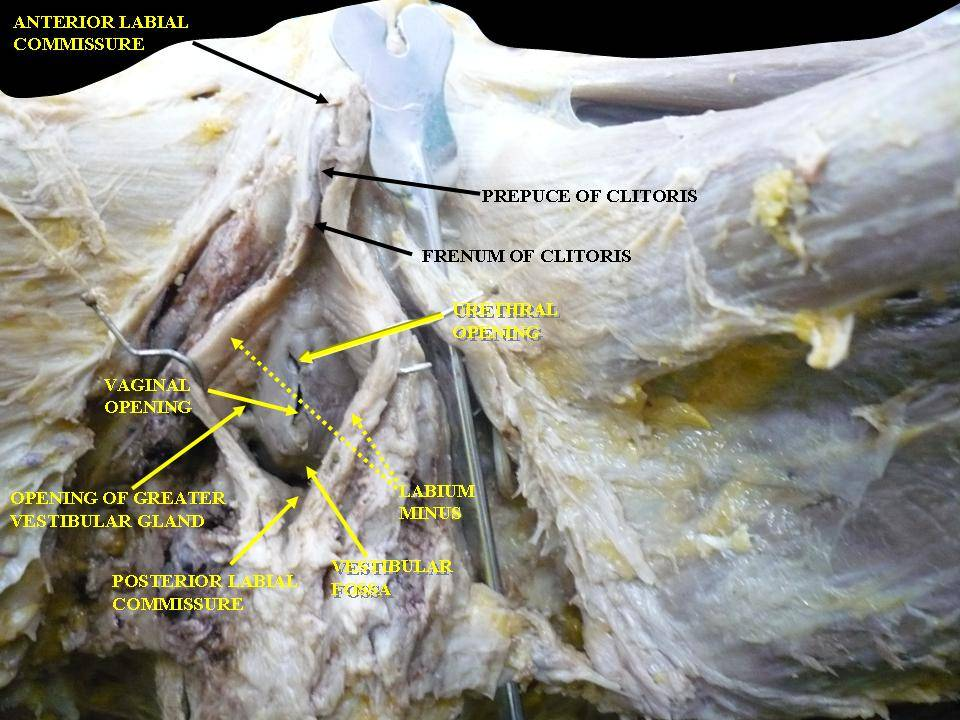
کلیتوریس تشریح عمیق

کلیتوریس شامل اجزای خارجی و داخلی است که شامل گلنس یا بدنه که از دو ساختار نعوظ معروف به corpora cavernosa (Corpus cavernosum of clitoris) تشکیل شده است) و دو کورا (Crus of clitoris) یا پایه تشکیل شده است. دارای یک پوشش است که توسط لب‌های کوچک (لب‌های داخلی) تشکیل می‌شود. همچنین دارای پپیاز دهلیزی یا کلیتورال است. frenulum clitoris frenulum در زیر سطح گلنس است و توسط دو قسمت داخلی لبهای کوچک ایجاد می‌شود. ممکن است از بدن کلیتورال به عنوان شافت (یا شافت داخلی) یاد شود، در حالی که ممکن است از طول کلیتوریس بین گلنس و بدنه نیز به عنوان شافت (shaft) یاد شود. شافت از گلنس پشتیبانی می‌کند و شکل آن از طریق پوشش کلیتورال قابل مشاهده و احساس است. ۲۴
تحقیقات نشان می‌دهد که بافت کلیتورال به دیواره جلویی واژن گسترش می‌یابد. سنایلی و همکارانش بیان کردند که: «ارزیابی بافت‌شناسی کلیتوریس، به خصوص جسم‌های غارنوس (cavernosa)، ناقص است زیرا برای سالهای متمادی کلیتوریس یک ارگان ابتدایی و بدون کارکرد به‌شمار می‌رفت.» باسکین و همکارانش مردانگی (Virilization) کلیتوریس را پس از کالبد شکافی بررسی کردند و با استفاده از نرم‌افزار تصویربرداری پس از رنگ آمیزی کروم ماسون (Masson's trichrome stain)، نمونه‌های تشریح شده سریال را کنار هم قرار دادند. که نشان داد اعصاب کلیتوریس کل بدنه کلیتورال را احاطه کرده است. ۲۶
کلیتوریس، پیازهای دهلیزی، لبهای کوچک و مجرای ادرار
شامل دو نوع متمایز بافتی عروقی از نظر بافت‌شناسی (بافت مربوط به رگ‌های خونی)، که اولین آن به صورت ترابکولا است، که توسط اعصاب جسم غاری عصب کشی می‌شود. بافت ترابکول دار ظاهری اسفنجی (Spongy tissue) دارد که همراه با خون، فضای بزرگ و فراخ شونده عروقی کلیتوریس و پیاز را پر می‌کند و در زیر اپیتلیوم نواحی عروقی ماهیچه صاف قرار دارد.[۲۷] همان‌طور که توسط تحقیقات یانگ و همکاران نشان داده شده است، همچنین ممکن است لومن مجرای ادرار (فضای باز داخلی یا حفره مجرای ادرار)، که توسط بافت اسفنجی احاطه شده است، دارای بافتی باشد که "از بافت عروقی کلیتوریس و پیاز کاملاً متمایز باشد، و در مشاهدات ماکروسکوپی، از بافت تیره "کلیتوریس و پیازهاً کم رنگ‌تر است. [۲۸] نوع دوم بافت عروقی غیر نعوظی است که ممکن است از رگهای خونی تشکیل شده باشد که در یک ماتریس فیبری پراکنده شده‌اند و فقط مقدار کمی ماهیچه صاف دارند. ۲۷

#### گلنس و بدنه

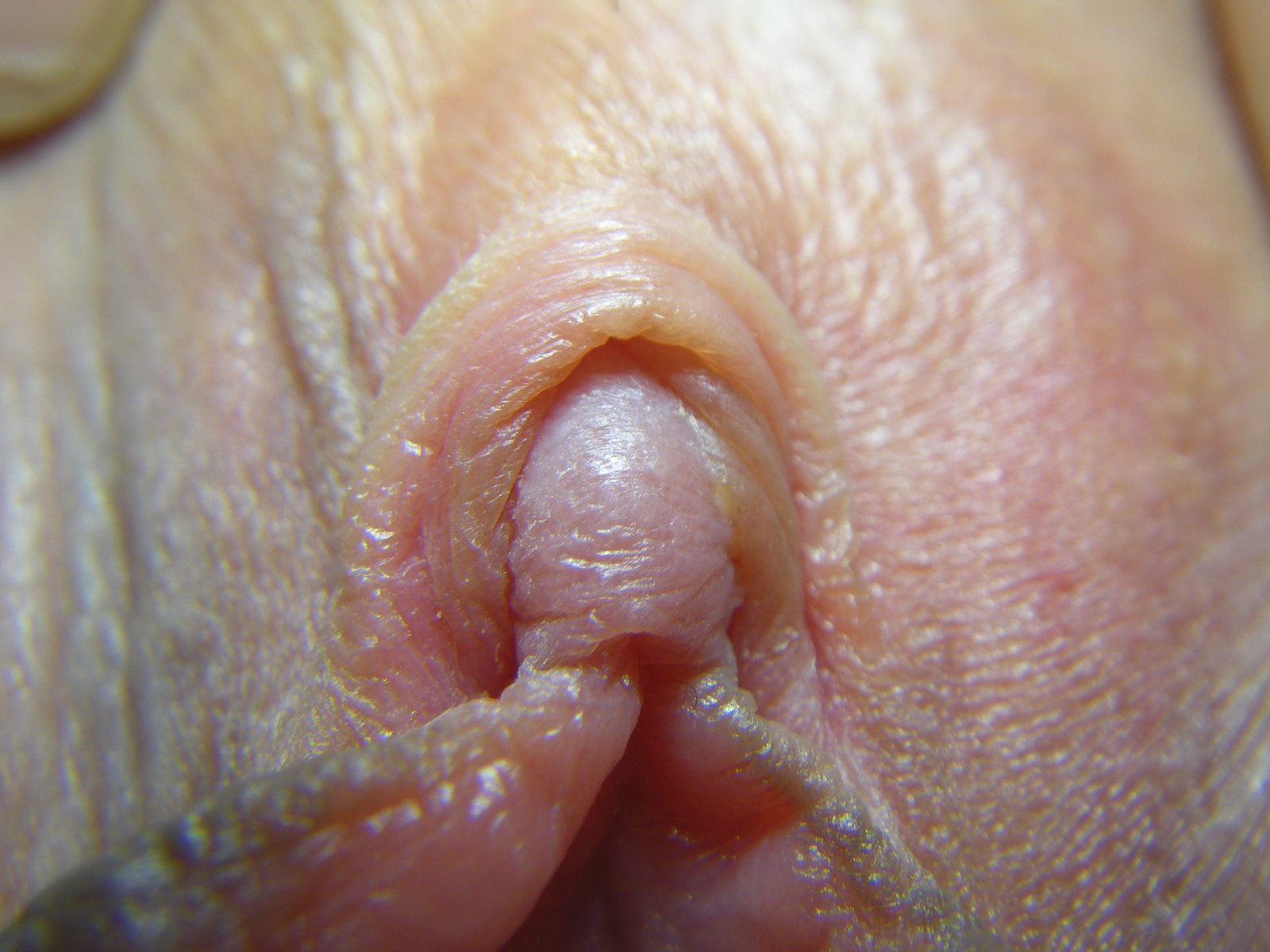
گلنس (سر) کلیتوریس

گلنس دارای عصب محیطی بالایی است، در نوک بدنه کلیتورال به عنوان یک کلاهک عروقی فیبروئید وجود دارد[۲۷] و معمولاً به اندازه و شکل یک نخود است، اگرچه گاهی خیلی بزرگتر یا کوچکتر است. تخمین زده می‌شود که گلنس کلیتورال یا کلیتوریس کامل حدود ۸۰۰۰ انتهای عصب حسی (Sensory nerve) داشته باشد.[۳] اختلاف نظر در مورد اینکه آیا گلنس از بافت نعوظ یا غیر نعوظ تشکیل شده است وجود دارد. اگرچه به دلیل برانگیختگی جنسی، بدنه کلیتورال با خون متراکم می‌شود، اما در این حالت گلنس کلیتورال شق (Clitoral erection) می‌شود، اما برخی از منابع، گلنس کلیتورال و لبه‌های کوچک را از بافت غیر نعوظ تشکیل می‌دهند که به ویژه در مورد گلنس اتفاق می‌افتد.[۱۵-۲۷] آنها بیان می‌کنند که گلنس کلیتورال و لبه‌های کوچک رگ‌های خونی دارند که در یک ماتریس رشته‌ای پراکنده شده‌اند و فقط مقدار کمی ماهیچه صاف دارند، یا اینکه گلنس کلیتورال «دارای یک ساختار خط میانی، عصبی متراکم و بدون نعوظ است». [۱۵]
در توصیفات دیگر گلنس ادعا می‌شود که این بافت از بافت نعوظ تشکیل شده است و بافت نعوظ درون لبه‌های کوچک وجود دارد.[۲۹] گلنس ممکن است دارای فضاهای عروقی غده ای باشد که به اندازه فضای بدنه کلیتورال برجسته نیستند، این فضاها بیشتر توسط ماهیچه صاف از بدنه و کورورا (crura) جدا می‌شوند.[۲۸] بافت چربی در لبه‌های کوچک وجود ندارد، اما ممکن است این عضو از بافت همبند متراکم (Dense connective tissue)، بافت نعوظ و الیاف الاستیک تشکیل شده باشد. [۲۹]

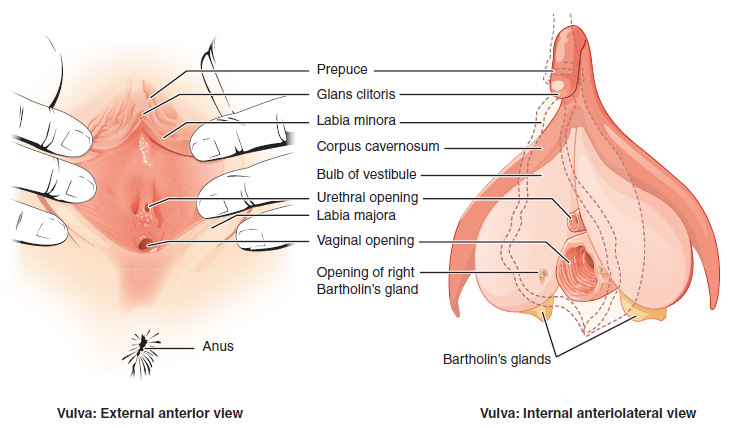
ساختارهای ولو، از جمله قسمتهای خارجی و داخلی کلیتور

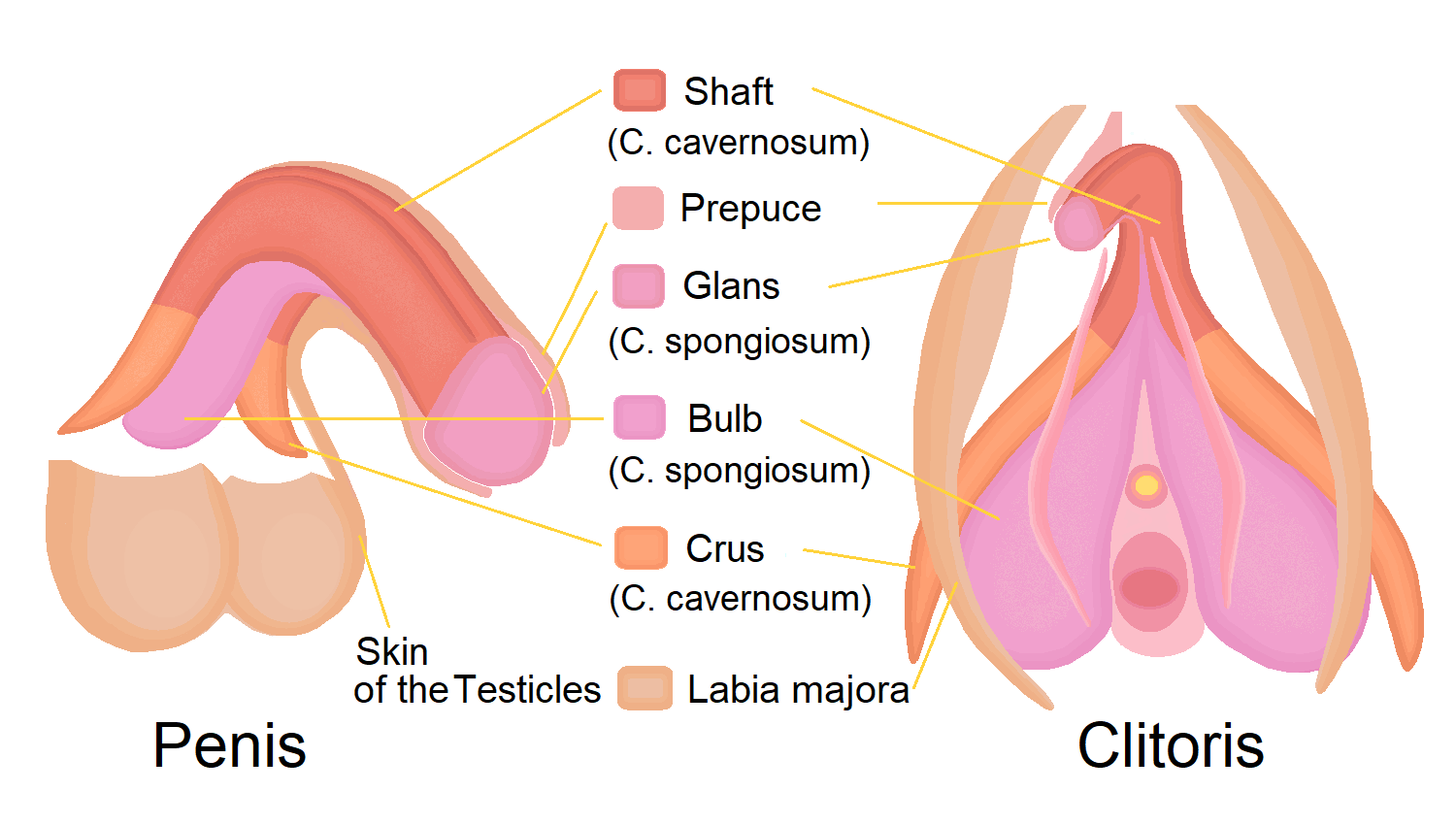
مقایسه کلیتوریس و آلت مردی

بدن کلیتورال ساختاری چنگالک دارد که شامل استخوان‌های غارنوس است - یک جفت نواحی نعوظ مانند اسفنج مانند که حاوی بیشتر خون در کلیتور در هنگام نعوظ کلیتور است. دو استخوان تشکیل دهنده بدنه کلیتورال توسط تونیکا آلبوژینا ضخیم فیبرو الاستیک احاطه شده است، به معنای واقعی کلمه به معنی «پوشش سفید»، بافت همبند است. این ناحیه‌ها به‌طور ناقص از خط میانی با یک تیغه پکتینی فرم رشته‌ای جدا می‌شوند - یک نوار ترکیبی از بافت پیوندی که بین جسم‌های غاری گسترش می‌یابد.
بدن کلیتورال قبل از تغییر جهت و انشعاب تا چندین سانتی‌متر امتداد دارد و در نتیجه یک شکل "V" معکوس ایجاد می‌شود که به صورت یک جفت کرورا ("پا") گسترش می‌یابد. کوررا قسمت‌های نزدیک بازوهای چنگالک است. انتهای گلنس در ناحیه کلیتوریس، نوک بدن از قدامی از استخوان شرمگاه خم می‌شود. هر پا (شکل منحصر به فرد کوررا) به رموس ایسکویال مربوط متصل است. همراه اسفنج مجرای ادرار (Urethral sponge)، اسفنج پرینه (Perineal sponge)، شبکه ای از اعصاب و عروق خونی، رباط تعلیقی کلیتوریس (Suspensory ligament of the clitoris)، ماهیچه و دیافراگم لگنی است.
هیچ ارتباط مشخصی بین اندازه کلیتورال گلنس یا کلیتوریس به‌طور کلی، و سن، قد، وزن، استفاده از روش پیشگیری از بارداری هورمونی یا بعد از یائسگی وجود ندارد، اگرچه ممکن است زنانی که زایمان کرده‌اند اندازه کلیتورال به‌طور قابل توجهی بزرگتری داشته باشند
اندازه‌گیری‌های سانتی‌متر (سانتی‌متر) و میلی‌متر (میلی‌متر) از کلیتوریس تغییرات در اندازه آن را نشان می‌دهد.
گفته می‌شود که کلیتورال گلنس به‌طور معمول از ۲ میلی‌متر تا ۱ سانتی‌متر متغیر است و معمولاً در هر دو صفحه عرضی و طولی ۴ تا ۵ میلی‌متر تخمین زده می‌شود.
مطالعه ای در سال ۱۹۹۲ به این نتیجه رسید که کل طول کلیتورال، شامل گلنس و بدن، ۱۶٫۰ ± ۴٫۳ میلیمتر (۰٫۶۳ ± ۰٫۱۷ اینچ) است. در مورد سایر مطالعات، محققانی از بیمارستان زنان و زایمان الیزابت گارت اندرسون در لندن، لبه و سایر ساختارهای دستگاه تناسلی ۵۰ زن را از سن ۱۸ تا ۵۰ سالگی، با میانگین سنی ۳۵٫۶ سال، از سال ۲۰۰۳ تا ۲۰۰۴ اندازه‌گیری کردند، که دامنه ان ۳–۱۰ میلی‌متر و به‌طور میانگین ۵٫۵ میلی‌متر بودند.
تحقیقات دیگر نشان می‌دهد که طول کلیتورال می‌تواند ۵–۷ سانتی‌متر و کلیتورال و کورا می‌توانند با هم ۱۰ سانتی‌متر طول داشته باشند.

#### کلاهک

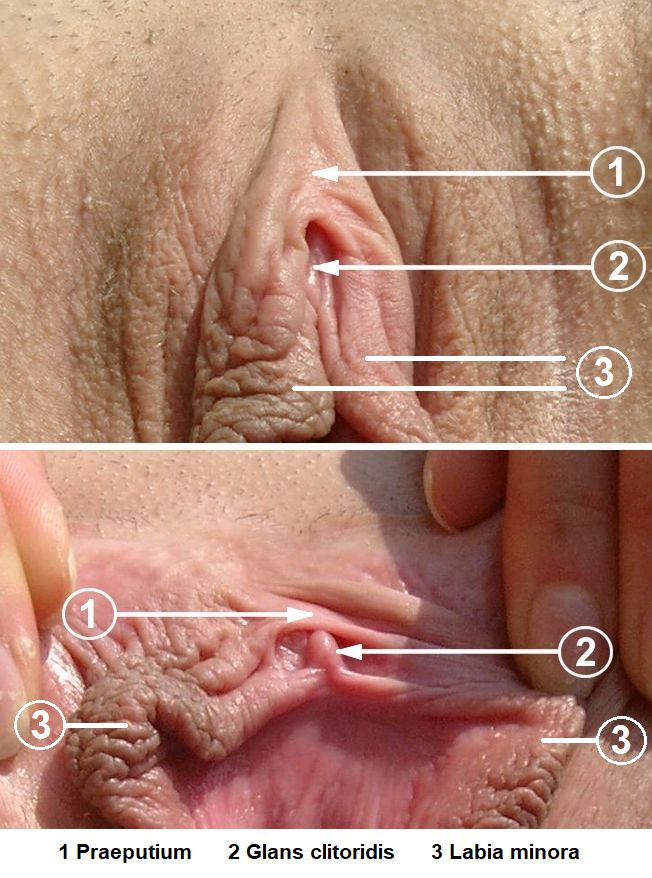
کلاهک کلیتورال (۱) و کلیتوریس (۲). لب‌ها روی تصویر پایین جدا می‌شوند.

کلاهک کلیتورال در جلوی محل تلاقی لبه بزرگ، جایی که لبه‌های لب بزرگ (لب‌های بیرونی) در پایه تپه شرمگاهی قرار می‌گیرند. بخشی از آن با هم آمیختگی قسمت فوقانی چینهای خارجی لبهای کوچک (لبهای داخلی) تشکیل می‌شود و گلنس و شافت خارجی را می‌پوشاند. در اینکه چه مقدار از گلنس از کاپوت بیرون زده و چه مقدار تحت پوشش آن است، تنوع قابل توجهی وجود دارد. از کاملاً پوشیده تا کاملاً در معرض دید، و بافت لبهای مینور نیز پایه گلنس را پوشانده است.

#### پیاز
پیازهای دهلیزی به دلیل شباهت ترابکولر بیشتر از دهلیز با کلیتوریس شباهت دارند و بافت نعوظ درون کلیتوریس و پیازها و عدم وجود بافت ترابکولار در سایر اندام‌های تناسلی با طبیعت ترابکولار بافت نعوظ اجازه می‌دهد تا در هنگام برانگیختگی جنسی پرتراکم گسترش و بسط یابد.[۲۷-۳۸] به‌طور معمول پیازهای دهلیزی به صورت خوابیده در نزدیکی کورورا در دو طرف دهانه واژن توصیف می‌شوند. در داخل، آنها در زیر لب بزرگ هستند. وقتی از خون متراکم می‌شود، دهانه واژن را باز می‌کنند و باعث می‌شوند که واژن به سمت بیرون منبسط شود.[۲۷] در ارزیابی یانگ و همکاران از آناتومی پیازها، نتیجه گرفتند که این پیازها بیش از حد مجرای ادرار دیستال قوس دارند، و آنچه را که می‌توان به‌طور مناسب" مجرای ادرار پیازی "در زنان نامید، مشخص می‌کند."[۲۸]

### همسانی
کلیتوریس و آلت نری به‌طور کلی دارای یک ساختار تشریحی یکسان هستند، اگرچه قسمت دیستال (یا دهانه) مجرای ادرار در کلیتوریس انسان و بیشتر حیوانات وجود ندارد. این ایده که مردان دارای کلیتوریس هستند، در سال ۱۹۸۷ توسط محقق جوزفین لواندس سویلی (Josephine Lowndes Sevely) مطرح شد، که این نظریه را مطرح کرد که تنه غاری آلت نری (Corpus cavernosum penis)، یک جفت نواحی اسفنج مانند از بافت نعوظ که حاوی بیشتر خون در آلت نری در هنگام نعوظ آلت تناسلی است همتای واقعی کلیتوریس است. وی استدلال کرد که "کلیتوریس نر" مستقیماً در زیر لبه سرنره قرار دارد، جایی که لگام (چین‌خوردگی ختنهگاه) قرار دارد و پیشنهاد کرد که این ناحیه "Lownde's crown" نامیده شود. نظریه و پیشنهاد او، گرچه در ادبیات تشریحی تأیید شده است، اما در کتاب‌های تشریحی محقق نشد. [۳۹] متون تشریحی جدید نشان می‌دهد که کلیتوریس کلاهکی را نشان می‌دهد که معادل پوست ختنه آلت نری است، که غدد را می‌پوشاند. همچنین دارای یک شافت است که به گلنس متصل است. تنه غاری آلت نری با جسم غاری کلیتوریدیس (غار ماده) همسان یا هم ساختار هستند، پیاز آلت نری (Bulb of penis) با پیازهای دهلیزی زیر لبه کوچک، بیضه با لبه‌های بزرگ همسان است و مجرای ادرار آلت نری و بخشی از پوست آلت نری با لبه‌های کوچک همسان است.[۴۰]

## اهمیت بالینی

### اصلاح
در کلیتوریس، اصلاحات می‌تواند عمدی یا غیرعمدی باشد. آنها شامل ختنه دستگاه تناسلی زنان (FGM)، جراحی تغییر جنسیت (برای مردان ترنس به عنوان بخشی از حالت گذار، که همچنین ممکن است شامل بزرگ شدن کلیتوریس باشد)، جراحی بین جنسی و سوراخ کردن دستگاه تناسلی. استفاده از استروئیدهای آنابولیک توسط بدنسازان و سایر ورزشکاران می‌تواند منجر به بزرگ شدن قابل توجه کلیتوریس در هماهنگی با سایر اثرات مردانه بر بدن آنها شود. . بزرگ شدن غیرطبیعی کلیتوریس ممکن است به عنوان کلیتورومگالی نیز شناخته شود، اما کلیتورومگالی معمولاً به عنوان یک ناهنجاری مادرزادی دستگاه تناسلی دیده می‌شود.
افرادی که تغییر جنسیت داده‌اند و از هورمون‌ها یا سایر داروها استفاده می‌کنند، معمولاً رشد چشمگیر کلیتوریس را تجربه می‌کنند: خواسته‌های فردی و مشکلات فالوپلاستی (ساخت آلت تناسلی مرد) اغلب منجر به احتباس دستگاه تناسلی اصلی با بزرگ شدن کلیتوریس به عنوان آنالوگ آلت تناسلی مرد (متودیوپلاستی) می‌شود. با این وجود، کلیتوریس از طریق هورمون‌ها نمی‌تواند به اندازه آلت تناسلی مرد برسد. یک جراحی برای افزودن عملکرد به کلیتوریس، مانند متویدیوپلاستی، جایگزینی برای فالوپلاستی است که امکان حفظ احساس جنسی در کلیتوریس را فراهم می‌کند.
در کلیتوریدکتومی، ممکن است کلیتوریس به عنوان بخشی از ولووکتومی رادیکال برای درمان سرطان مانند نئوپلازی داخل اپیتلیال ولو برداشته شود. با این حال، درمان‌های مدرن رویکردهای محافظه کارانه تری را ترجیح می‌دهند، زیرا جراحی تهاجمی می‌تواند عواقب روان جنسی داشته باشد. کلیتوریدکتومی اغلب شامل حذف بخشی از کلیتوریس در حین ختنه دستگاه تناسلی زنان (FGM) است که ممکن است به عنوان ختنه زنان یا برش دستگاه تناسلی زنان (FGC) شناخته شود. برداشتن ناحیه کلیتوریس به معنای از بین رفتن کل ساختار نیست، زیرا کلیتوریس به عمق دستگاه تناسلی می‌رسد.
در کاهش کلیتوروپلاستی، یک جراحی مشترک بین جنسی، گلنس حفظ می‌شود و قسمت‌هایی از بدن نعوظ خارج می‌شود. مشکلات این تکنیک شامل از دست دادن احساس، عملکرد جنسی، و برافروختگی گلنس است. یکی از راه‌های حفظ کلیتوریس با عصب و عملکرد آن، آغشته کردن و دفن گلنس‌های کلیتوریس است. با این حال، Şenaylı و همکاران اظهار کردند که درد هنگام محرک، به دلیل بافت گیر افتاده در زیر زخم تقریباً معمول است. در روش دیگر، ۵۰ درصد کلیتوریس شکمی از طریق پایه سطح شافت کلیتوریس خارج می‌شود و گزارش شده است که احساس خوب و عملکرد کلیتوریس در پیگیری مشاهده می‌شود \"؛ علاوه بر این، \" در گزارشی آمده است که عوارض ناشی از همان روشهای قدیمی، این روش است.
در رابطه با زنانی که دچار هایپرپلازی مادرزادی غده فوق کلیوی هستند، بزرگ‌ترین گروهی که نیاز به اصلاح دستگاه تناسلی جراحی دارد، محقق Atilla Şenaylı اظهار داشت: انتظارات اصلی برای انجام عمل‌ها ایجاد آناتومی طبیعی زنان، با حداقل عوارض و بهبود کیفیت زندگی است. Şenaylı اضافه کرد که زیباسازی، یکپارچگی ساختاری، و ظرفیت انسداد واژن، و عدم وجود درد در هنگام فعالیت جنسی پارامترهایی هستند که توسط جراح قضاوت می‌شود. (کوزمزیس معمولاً به اصلاح جراحی یک نقص تغییر شکل دهنده اشاره دارد) وی اظهار داشت که اگرچه انتظارات را می‌توان در این چند پارامتر استاندارد کرد، اما هنوز تکنیک‌های جراحی یکدست نشده‌اند. محققان انجام عمل‌های مختلف را برای سنین مختلف بیماران ترجیح داده‌اند.
ارزیابی جنسیت و درمان جراحی دو مرحله اصلی در عمل‌های بین جنسی است. اولین درمان‌های کلیتورومگالی به سادگی برداشتن کلیتوریس بود. بعداً، Atilla فهمید که گلنس کلیتوریس و ورودی حسی برای تسهیل ارگاسم مهم است. اپیتلیوم گلنس کلیتوریس از حساسیت پوستی بالایی برخوردار است، که در پاسخهای جنسی مهم است و به همین دلیل است که بعداً کلیتروپلاستی رکود به عنوان یک روش جایگزین ابداع شد، اما کاهش کلیتروپلاستی روشی است که در حال حاضر انجام می‌شود.
آنچه که غالباً به آن \"پیرسینگ کلیت\" گفته می‌شود، سوراخ کردن هود کلیتورال شایع تر (و به‌طور قابل توجهی کمتر پیچیده) است. از آنجایی که سوراخ کردن کلیتورال دشوار و بسیار دردناک است، سوراخ کردن هود کلیتورال رایج تر از سوراخ کردن شافت کلیتورال است، زیرا این امر به دلیل درصد کمی از افراد است که از نظر آناتومیک برای آن مناسب هستند. سوراخ کردن هود کلیتورال معمولاً به صورت سوراخ کردن عمودی و تا حدی سوراخ کردن افقی انجام می‌شود. سوراخ کردن مثلث، یک سوراخ کردن هود افقی بسیار عمیق است، و برخلاف جلوی آن در پشت کلیتوریس انجام می‌شود. برای سبک‌هایی مانند ایزابلا، که از شاخه کلیتور عبور می‌کنند اما در عمق پایه قرار می‌گیرند، تحریک منحصر به فردی ایجاد می‌کنند و هنوز هم به ساختار مناسب دستگاه تناسلی نیاز دارند. ایزابلا از بین گلنس کلیتور و مجرای ادرار شروع می‌شود و در بالای هود کلیتور قرار دارد. این سوراخ کردن با توجه به آسیب‌هایی که ممکن است به دلیل تلاقی اعصاب رخ دهد بسیار خطرناک است.

### اختلالات جنسی
اختلال تحریک دستگاه تناسلی مداوم (PGAD) منجر به یک تحریک تناسلی خود به خودی، مداوم و غیرقابل کنترل در زنان می‌شود، که هیچ ارتباطی با احساس تمایل جنسی ندارد. پریاپیسم کلیتورال، همچنین به عنوان کلیتوریسم شناخته می‌شود، یک بیماری نادر، بالقوه دردناک است و گاهی به عنوان یکی از جنبه‌های PGAD توصیف می‌شود. با PGAD، تحریک برای مدت زمان غیرمعمولی طولانی می‌شود (از ساعت‌ها تا روزها متفاوت است) همچنین می‌تواند با تغییرات ریخت سنجی و عروقی کلیتوریس همراه باشد.
داروها ممکن است باعث پریاپیسم کلیتور شوند یا بر آن تأثیر بگذارند. داروی ترازودون به عنوان یک عارضه جانبی شناخته شده است که باعث پریاپیسم در مردان می‌شود، اما تنها یک گزارش مستند وجود دارد که ممکن است باعث پریاپیسم کلیتور شود، در این صورت قطع مصرف دارو می‌تواند یک درمان باشد. علاوه بر این، در یک مورد، داروی نفازودون به دلیل متمایز بودن از پریاپیسم کلیتوریس، باعث ایجاد اختلال در کلیتوریس شده است و پریاپیسم کلیتوریس نیز می‌تواند گاهی در نتیجه یا فقط بعد از آن، قطع داروهای ضد روان پریشی یا مهارکننده‌های انتخابی جذب مجدد سروتونین (SSRIs) شروع شود.
از آنجا که PGAD نسبتاً نادر است و به عنوان مفهوم خاص آن جدا از پریاپیسم کلیتورال، از سال ۲۰۰۱ فقط مورد تحقیق قرار گرفته است، تحقیقات کمی در مورد آنچه می‌تواند این بیماری یا اختلال را درمان کند، وجود دارد. در برخی موارد ثبت شده، PGADبه علت ناهنجاری وریدی شریانی لگن با شاخه‌های شریانی به سمت کلیتور ایجاد شده است. درمان جراحی در این موارد مؤثر بود.

## تحریک جنسی
فراوانی اعصاب حسی که بیشتر آن‌ها مربوط به احساس لذت جنسی است کلیتوریس را به حساس‌ترین منطقه تحریک‌پذیر جنسی تبدیل کرده است. تحریک کلیتوریس می‌تواند توسط خود فرد یا شریک جنسی منجر به ایجاد ارگاسم شود. مؤثرترین روش تحریک کلیتوریس با انگشت یا دهان می‌باشد.

### نقش کلیتوریس در ارگاسم
تحریک کلیتوریس شایع‌ترین روش رسیدن به ارگاسم در زنان است. مطالعات نشان می‌دهد که ۷۰ تا ۸۰ درصد زنان برای رسیدن به اوج لذت جنسی (ارگاسم) نیاز به تحریک مستقیم کلیتوریس دارند.  اگرچه تحریک غیرمستقیم کلیتوریس از طریق سکس واژینال نیز می‌تواند برای رسیدن به ارگاسم کافی باشد. 

## واژه‌نامه
1. ↑  Primordial phallus
2. ↑  Development of the reproductive system
3. ↑  Definitive urogenital sinus
4. ↑  Spongy urethra
5. ↑  Labioscrotal swelling
6. ↑  Vulval vestibule

## توضیحات
1. ↑  "a. The amount of time of sexual arousal needed to reach orgasm is variable – and usually much longer – in women than in men; thus, only 20–30% of women attain a coital climax. b. Many women (70–80%) require manual clitoral stimulation ..."[۱۰]
2. ↑  "In sum, it seems that approximately 25% of women always have orgasm with intercourse, while a narrow majority of women have orgasm with intercourse more than half the time … According to the general statistics, cited in Chapter 2, [women who can consistently and easily have orgasms during unassisted intercourse] represent perhaps 20% of the adult female population, and thus cannot be considered representative."[۱۲]